# Bijlmerweidemetrobrug
De Bijlmerweidemetrobrug (brug 1612) is een bouwkundig kunstwerk in Amsterdam-Zuidoost. Het viaduct voor de Amsterdamse Metro ligt boven een uitloper van de Bijlmerweide.
In 1970 was hier nog niets te zien. Tussen de soms nog in aanbouw zijnde honingraatflats was ruimte open gehouden voor de metro, maar de Elsrijkdreef en Bijlmerdreef vormde toen de grens tussen bebouwing en braakliggend terrein. Het noordoostelijk kwadrant van de kruising liet voornamelijk zand en modder zien. Wanneer er in 1975 een luchtfoto wordt genomen is dat kwadrant volgebouwd met de complexen Gouden Leeuw en Groenhoven en is er een brede afwateringstocht met aan beide zijden voet- en fietspaden, de noordelijke behorende bij de “weide”. Ten zuiden van het viaduct ligt het in aanbouw zijnde metrostation Ganzenhoef.
Het kunstwerk in deze tak van de oostlijn is ontworpen door Sier van Rhijn en Ben Spängberg. Het is een viaduct met betonnen liggers op betonnen juk op een betonnen brugpijler. Ook de balustrades zijn van beton. Van Rhijn en Spängberg ontwierpen (hier) binnen de stijl van het brutalisme, hetgeen het duidelijkst naar voren komt in de brugpijler en landhoofden, waarin de vormen van de bouwbekisting nog zichtbaar zijn. Ook de taludtegels met grind wijzen in die richting. De enige versiering aan het viaduct zijn twee rode strepen onder de overspanning. 
De brug kreeg in 2017 haar naam; in één vergadering werden (bijna) alle metrobruggen van een naam voorzien, vaak vernoemd naar onderliggende infrastructuur; hier dus een park. Ten noorden van dit viaduct ligt het net zo kleine Provincialewegmetrobrug, ten zuiden van station Ganzenhoef ligt de veel langere Bijlmerdreefmetrobrug.  

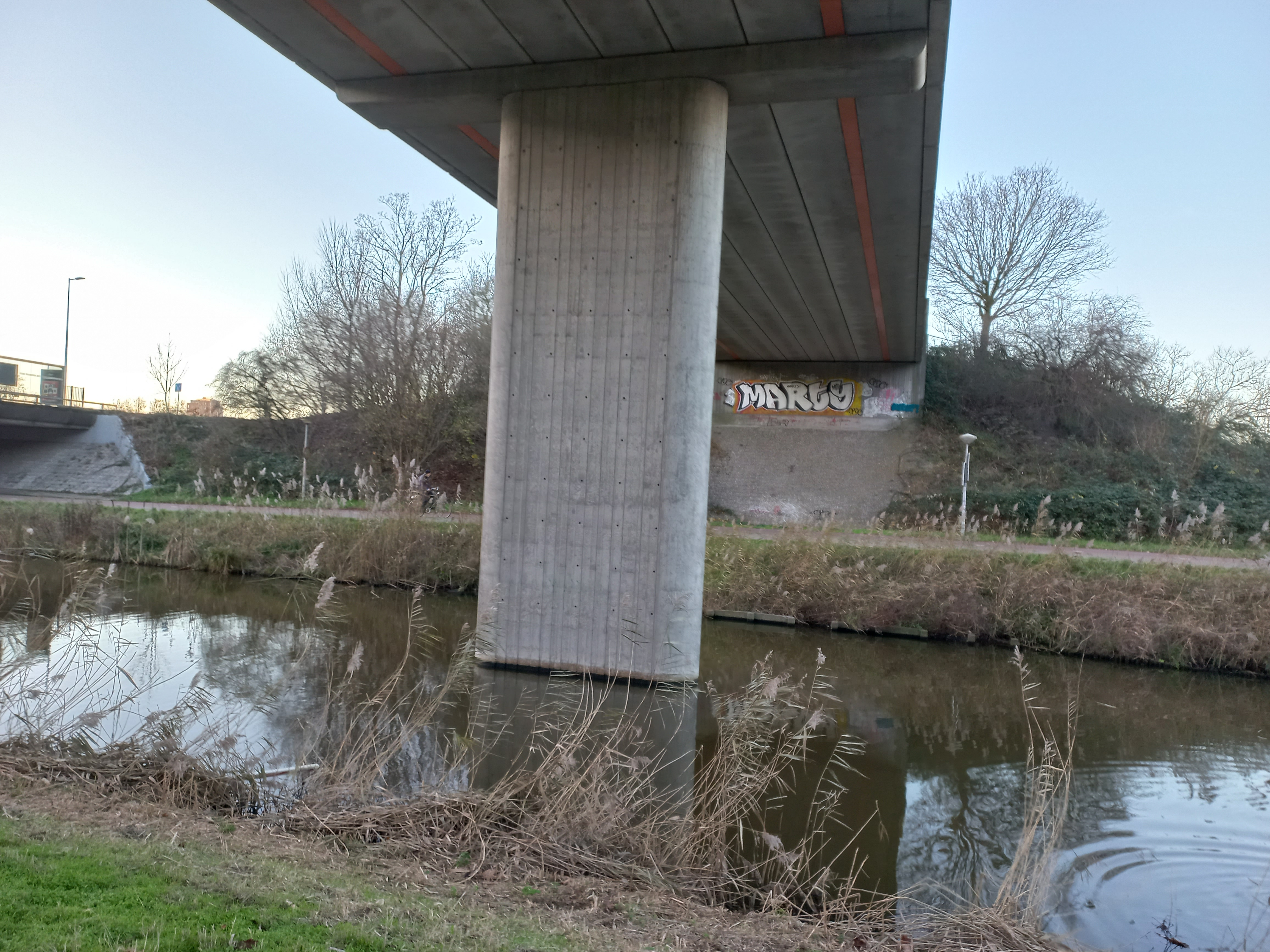
Brutalistische pijler en sierlijnen (december 2023)

<<< · 1601 · 1602 · 1603 · 1604 · 1605 · 1606 · 1607 · 1608 · 1609 · 1610 · 1611 · 1612 · 1613 · 1614 · 1615 · 1616 · 1617 · 1618 · 1619 · 1620 · 1621 · 1622 · 1623 · 1624 · 1625 · 1626 · 1627 · 1629 · 1630 · 1633 · 1634 · 1635 · 1636 · 1637 · 1638 · 1639 ·  1640 · 1641 · 1642 · 1643 · 1644 ·  1645 · 1646 · 1647 · 1648 · 1649 · 1650 · 1651 · 1652 · 1653 · 1654 · 1655 · 1656 · 1657 · 1658 · 1659 · 1660 · 1661 · 1662 · 1663 · 1664 · 1695 · 1696 · 1697 · >>>
Brugnummers  1600, 1628, 1632, 1665-1694, 1698, 1699 zijn niet vergeven. Brug 1631 is in 2019 gesloopt.